# Leioproctus douglasiellus
Leioproctus douglasiellus är en biart som beskrevs av Michener 1965. Leioproctus douglasiellus ingår i släktet Leioproctus och familjen korttungebin. Inga underarter finns listade i Catalogue of Life.